# Juan Lorenzo (gobernador)
Juan Carlos Lorenzo fue un comisionado a cargo que ocupó brevemente el puesto de último gobernador del entonces Territorio Nacional de Misiones en el año 1955.

## Biografía
Desde el año 1881 hasta 1953, Misiones estuvo bajo el control directo de la República Argentina, de esta forma, Juan Carlos Lorenzo fue un comisionado a cargo que ocupó por 12 días el puesto de 36° y último gobernador del entonces territorio nacional, desde el 24 de mayo hasta el 4 de junio de 1955. Durante su breve mandato distribuyó 123.000 ha inactivas de tierras fiscales a pequeños chacareros rurales.
Su sucesor fue el doctor Claudio Arrechea, considerado oficialmente el primer gobernador electo en forma democrática de la flamante provincia de Misiones.
Ya que los gobernadores de territorios nacionales debían ser designados por decreto presidencial, según establecía la Constitución Nacional, en muchos casos la ocupación de los cargos se hacían fuera de término, por lo que la fecha de fin de mandato de un gobernador no combinaba con la del comienzo del sucesor.
Para cubrir estos intervalos se designaba interinamente a algún funcionario de la Casa de Gobierno. En este caso, Lorenzo fue el último designado por el Poder Ejecutivo y Arrechea el primer gobernador electo al provincializarse el Territorio Nacional de Misiones por iniciativa del entonces presidente Perón. 
Arrechea asumió su mandato el 4 de junio de 1955, en el noveno aniversario de la asunción presidencial de Juan Domingo Perón y duodécimo aniversario de la Revolución del 43, jurando su cargo en manos de su antecesor, el comisionado interino Juan Lorenzo. Moriría acribillado en septiembre de 1955 a manos de un grupo de comandos civiles- grupos armados antiperonistas- siendo su cuerpo escondido en el Comité de la Unión Cívica Radical de la provincia durante 14 días hasta ser devuelto a su familia